# Fuerte de São Filipe de Benguela
El Fuerte de São Filipe de Benguela era un fuerte portugués ubicado en Bahía de las Vacas, en la actual ciudad y municipio de Benguela, capital de la provincia de Benguela, en la costa sur de Angola. Fundada en el marco de la Unión Ibérica, se mantuvo bajo dominio portugués con una interrupción de 7 años, cuando fue tomada por los neerlandeses. Este fuerte fue la principal protección y capital del reino de Benguela. 

## Toponimia
El nombre de "Benguela" era el nombre de un rey nativo en cuyo reino se asentaron los portugueses en 1578. La muerte de Lopes Peixoto, el portugués fundador, hizo que se abandone el lugar. Sin embargo, el nombre siguió siendo usado para referirse al territorio al sur del reino de Angola.
La advocación a San Felipe fue dada en honor al nombre de santo que llevaba el rey de Portugal en ese momento: Felipe III de España, II de Portugal. El nombre de São Filipe fue usado en los mapas de la región, pero con el tiempo el nombre de Benguela se impuso en la ciudad, como puede verse en el "Esboço da carta escolar da Colónia de Angola" (1929).

## Historia
En 1615, Felipe III de España, rey de Portugal, por disposición real, determinó la separación del "reino de Benguela" del reino de Angola:
"De mi poder real y absoluto, me complazco y lo tengo por bueno, por esta presente disposición, la capitanía, conquista y gobierno de las provincias del dicho Reino de Benguela (...) y por ello erijo a dicho reino en un nuevo gobierno, de manera que en adelante tienen jurisdicción y gobernador separados. ” 
De esta forma el rey de España pretendía incentivar la búsqueda y exploración de las minas de cobre de Sumbe Ambela, al norte de la desembocadura del río Cuvo (o Queve), y al sur de Benguela-Velha, antiguo asentamiento portugués en la región, fundado en 1587, y abandonado tras la muerte de su fundador, en ese momento, en ruinas, en el actual Porto Amboim.
Para tal empresa, el Gobernador de Angola, Manuel Cerveira Pereira, fue designado como Gobernador, Conquistador y Povoador (Poblador, algo así como el encargado de llevar población al sitio) del Reino de Benguela.
El 11 de abril de 1617, Manuel Cerveira Pereira partió de Luanda al mando de una fuerza expedicionaria de 130 hombres. Se dirigió hacia el sur bordeando la costa hasta Bahía de las Vacas, donde llegó el 17 de mayo. Allí fundó el Fuerte de São Filipe de Benguela, que se convirtió en el núcleo de la villa del mismo nombre, y que sería la capital del nuevo reino portugués. A la ciudad nativa Ombaca, la transformó en la villa de São Filipe, Benguela.
La tregua de los 12 años terminó, y con ello reiniciaron las hostilidades entre neerlandeses y españoles. Las posesiones portuguesas fueron atacadas por los neerlandeses ya que Portugal estaba en unión con España. Para esto, los neerlandeses se valieron de la Compañía Neerlandesa de las Indias Occidentales, a la que los Estados Generales le concedieron el monopolio del comercio en el Atlántico a nombre de las Provincias Unidas de los Países Bajos. Los directores de la compañía, el Heeren XIX, plantearon un proyecto para apoderarse de las posesiones portuguesas: el Groot Desseyn. Planeaban tomar Brasil, Elmina y Angola.
Atacaron Brasil, capturaron Salvador de Bahía el 8 de mayo de 1624. Ahí reunieron una flota y fueron rumbo a Angola. Piet Hein los dirigía. Asedió Luanda, el asedio fracasó. Fueron rumbo a Benguela. Afortunadamente, para los portugueses, el mapa de los neerlandeses no estaba actualizado y la buscaron en Benguela-Velha. La villa estaba abandonada y encontró solo un pilar erigido por los portugueses coronado por una cruz, por lo que decidió dirigirse más al sur. El intento de conquista fracasó.
La captura de la Flota de Indias dio nuevo impulso a los neerlandeses. Y esta vez, conquistaron Brasil, conquistaron Elmina, y Luanda. El pueblo y el fuerte de Benguela fueron ocupados por fuerzas de la Compañía Holandesa de las Indias Occidentales desde 1641 hasta 1648.
El domino neerlandés terminó cuando la guarnición neerlandesa de Benguela se rindió a dos barcos portugueses al mando de Rodrigues Castelhano que retomaron el fuerte y la ciudad sin disparar un solo tiro. Los portugueses siguieron su campaña de reconquista, reconquistaron Luanda, y finalmente Santo Tomé.
El fuerte, ya en manos portuguesas, siguió protegiendo la villa y el reino, garantizando el flujo de esclavos y el comercio de telas y alcohol al interior del reino.